# جام ملت‌های اروپا ۲۰۰۴
جام ملت‌های اروپا ۲۰۰۴ یا یورو ۲۰۰۴، دوازدهمین دوره مسابقات جام ملت‌های اروپا بود که بین روزهای (۱۲ ژوئن – ۴ ژوئیه ۲۰۰۴) و در ۸ شهر از کشور پرتغال برگزار شد.
در این مسابقات ۱۶ تیم نیز حضور داشتند. پرتغال به‌عنوان تیم میزبان و ۱۵ تیم در بازی‌های مقدماتی انتخاب شده‌اند. تیم ملی فوتبال لتونی نخستین بار بود که به مرحلهٔ گروهی این مسابقات رسیده بود.
این جام، شگفتی‌های زیادی داشت، آلمان، ایتالیا و اسپانیا در مرحلهٔ گروهی حذف شدند. فرانسه در حالی‌که مدافع عنوان قهرمانی این مسابقات بود، در مرحلهٔ یک چهارم نهایی در مقابل یونان شکست خورد و حذف شد. یونان که پس از ۲۴ سال و برای دومین بار موفق به حضور در مسابقات جام ملت‌های اروپا شده بود، در نهایت توانست با غلبه بر حریفان خود، قهرمان این مسابقات شود. 
یونان، قهرمان جام ملت‌های اروپا ۲۰۰۴ به‌عنوان نمایندهٔ کنفدراسیون فوتبال اروپا (یوفا) در جام کنفدراسیون‌ها ۲۰۰۵ شرکت کرد.

## مرحله مقدماتی
مرحله مقدماتی جام ملت‌های اروپا ۲۰۰۴ از سپتامبر ۲۰۰۲ تا نوامبر ۲۰۰۳ با حضور ۵۰ تیم که قرعه‌کشی آن در تاریخ ۲۵ ژانویه ۲۰۰۲ برگزار شد، در ده گروه پنج تیمی که بازی‌های آن مرحله به صورت رفت و برگشت بوده انجام شده‌است. تیم‌های اول هر گروه (۱۰ تیم) به صورت مستقیم وارد این مسابقات شده‌اند و تیم‌های دوم هر گروه به پلی‌آف رفته و به صورت رفت و برگشت به مصاف یک‌دیگر رفته و برندگان آن‌ها نیز وارد این مسابقات شدند.

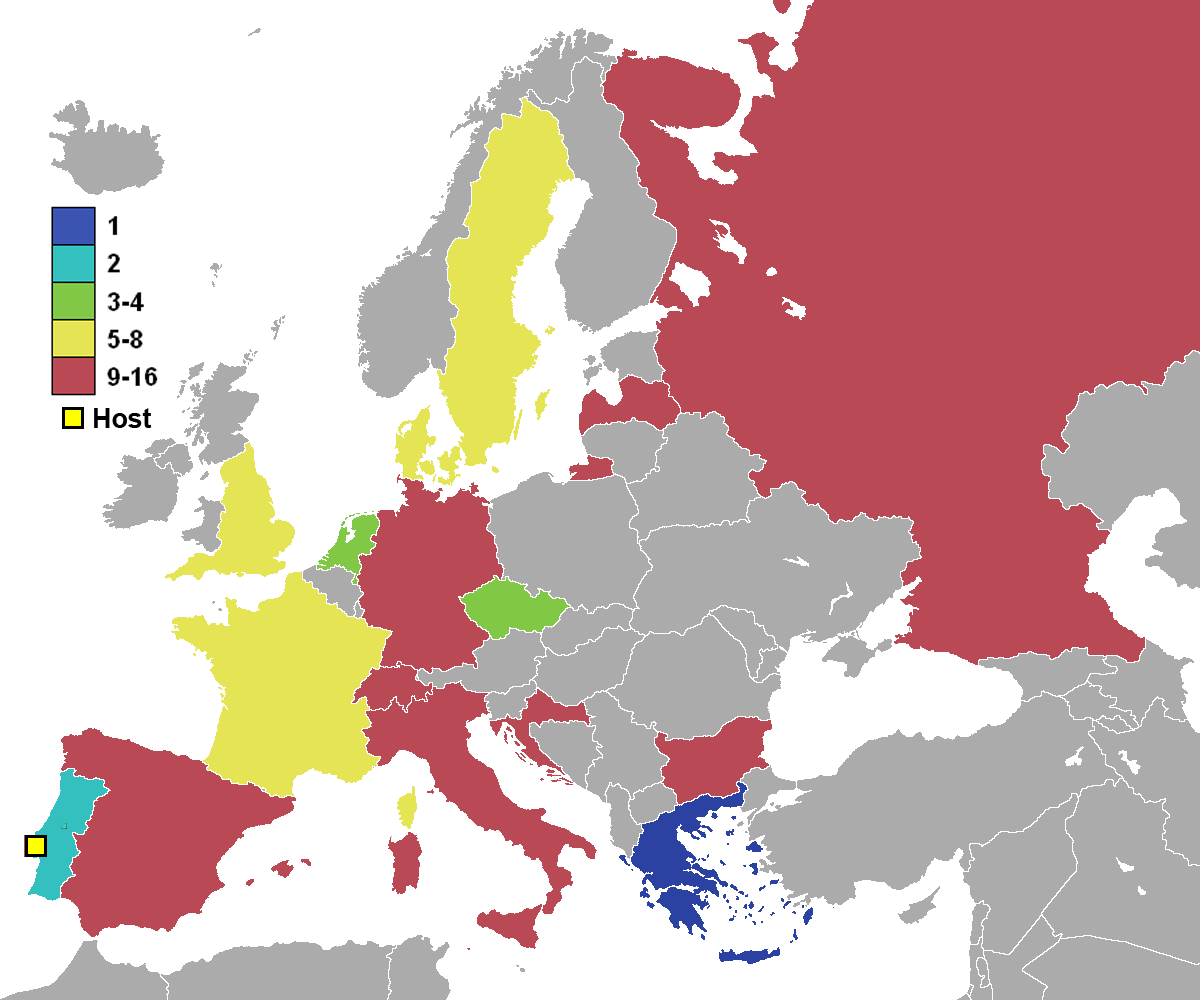
فینالیست‌های یورو ۲۰۰۴ و رتبۀ آن‌ها

۱۶تیمی که در مرحله نهایی این تورنمنت حضور داشتند، عبارتند از:
| کشور      | نحوه راه‌یابی  | تاریخ راه‌یابی به مسابقات |
| --------- | ------------- | ------------------------ |
| پرتغال    | میزبان        | ۱۳ اکتبر ۱۹۹۹            |
| فرانسه    | برندهٔ گروه ۱  | ۱۰ سپتامبر ۲۰۰۳          |
| دانمارک   | برندهٔ گروه ۲  | ۱۱ اکتبر ۲۰۰۳            |
| چک        | برندهٔ گروه ۳  | ۱۰ سپتامبر ۲۰۰۳          |
| سوئد      | برندهٔ گروه ۴  | ۱۰ سپتامبر ۲۰۰۳          |
| آلمان     | برندهٔ گروه ۵  | ۱۱ اکتبر ۲۰۰۳            |
| یونان     | برندهٔ گروه ۶  | ۱۱ اکتبر ۲۰۰۳            |
| انگلستان  | برندهٔ گروه ۷  | ۱۱ اکتبر ۲۰۰۳            |
| بلغارستان | برندهٔ گروه ۸  | ۱۰ سپتامبر ۲۰۰۳          |
| ایتالیا   | برندهٔ گروه ۹  | ۱۱ اکتبر ۲۰۰۳            |
| سوئیس     | برندهٔ گروه ۱۰ | ۱۱ اکتبر ۲۰۰۳            |
| کرواسی    | برندهٔ پلی‌آف   | ۱۹ نوامبر ۲۰۰۳           |
| لتونی     | برندهٔ پلی‌آف   | ۱۹ نوامبر ۲۰۰۳           |
| هلند      | برندهٔ پلی‌آف   | ۱۹ نوامبر ۲۰۰۳           |
| اسپانیا   | برندهٔ پلی‌آف   | ۱۹ نوامبر ۲۰۰۳           |
| روسیه     | برندهٔ پلی‌آف   | ۱۹ نوامبر ۲۰۰۳           |

## فینال
۴ ژوئیه ۲۰۰۴
- پرتغال  یونان ۰-۱

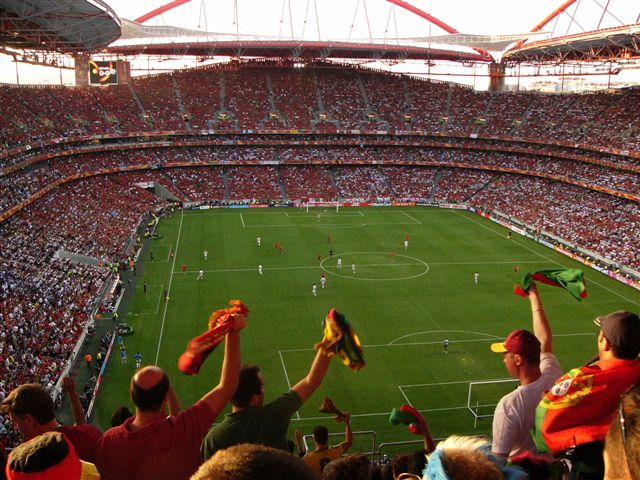
نمایی از ورزشگاه میزبان فینال یورو ۲۰۰۴

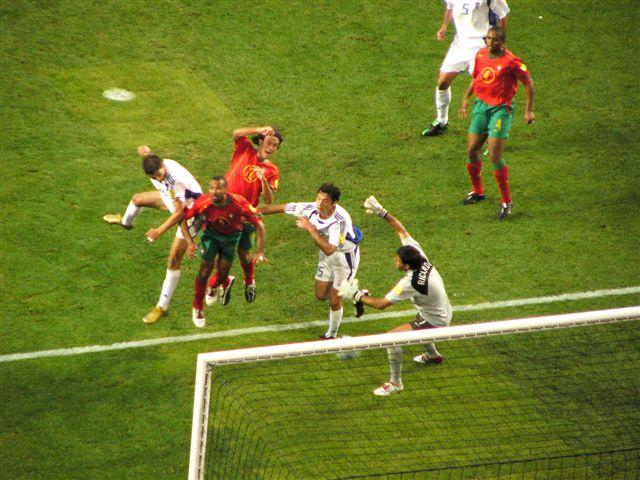
دیدار فینال یورو ۲۰۰۴ بین تیم‌های یونان و پرتغال (کرنری که منجر به گل یونان شد)

دیدار فینال یورو ۲۰۰۴ در تاریخ ۱۴ تیر ۱۳۸۳ (۴ ژوئیه ۲۰۰۴ میلادی) در شهر لیسبون، بین تیم‌های ملی فوتبال یونان و پرتغال برگزار شد.
این دو تیم در مرحله گروهی و در گروه A این مسابقات با یک‌دیگر همگروه بوده‌اند و علاوه بر انجام این دیدار که فینال و آخرین بازی این مسابقات بود، در اولین بازی یعنی بازی افتتاحیه این مسابقات هم با یک‌دیگر روبه‌رو شدند که با نتیجه دو بر یک به نفع یونانی‌ها رقم خورد.
قضاوت دیدار افتتاحیه بر عهدهٔ پیرلوئیجی کولینا داور ایتالیایی بود و در این مسابقه که در شهر پورتو برگزار شد، نزدیک به ۴۹٬۰۰۰ تماشاگر در ورزشگاه حضور داشتند.
در واقع بازی اول و آخر این دوره از مسابقات (افتتاحیه و اختتامیه)، مابین همین دو تیم بوده‌است. بنابراین پرتغالی‌ها در اندیشهٔ انتقام دیدار افتتاحیه از یونان بودند.
در مسابقهٔ فینال حساس و نفس گیر، تیم ملی فوتبال یونان که دومین حضورش را در این مسابقات پس از جام ملت‌های اروپا ۱۹۸۰ تجربه می‌کرد، با گل دقیقهٔ ۵۷ که توسط آنجلوس چاریستیس به ثمر رسید، موفق به شکست یک بر صفر پرتغال شد و توانست اولین عنوان قهرمانی‌اش را در این مسابقات با سرمربی‌گری اتو ریهاگل جشن بگیرد و شگفتی‌ساز این دوره از مسابقات جام ملت‌های اروپا شود. در نهایت تیم پرتغال که از امتیاز میزبانی این دوره از مسابقات برخوردار بود و امیدوار بود تا بتواند اولین جام خود را در این مسابقات بالای سر ببرد، از کسب عنوان قهرمانی بازماند. یونانی‌ها اولین گل و آخرین گل این مسابقات را به ثمر رساندند.
تعداد تماشاگرانی که در مسابقه فینال در ورزشگاه حضور داشته‌اند ۶۲٬۸۶۵ اعلام شده‌است. قضاوت این دیدار بر عهدهٔ مارکوس مرک داور مطرح آلمانی بوده‌است.
نکتهٔ جالب آنکه پیش از شروع مسابقات یورو ۲۰۰۴ شانس تیم یونان برای رسیدن به قهرمانی این مسابقات یک به ۱۵۰ام (در حد نزدیک به صفر) ارزیابی می‌شد. یونانی‌ها از خط دفاع مستحکمی در این مسابقات برخوردار بودند که یکی از عوامل مهم در موفقیت آن‌ها نیز قلمداد می‌شد.

## ورزشگاه‌ها
این مسابقات در ۱۰ ورزشگاه که در ۸ شهر واقع بودند، برگزار شد. این اولین مسابقات جام ملت‌های اروپایی بود که در آن بیش از ۸ ورزشگاه میزبان مسابقات هستند. بزرگترین ورزشگاه میزبان در شهر لیسبون قرار داشت که ظرفیت آن ۶۵٬۶۴۷ نفر بود و فینال هم در آن برگزار شد.
| لیسبون                                                                | لیسبون                                                                             | پورتو                                                               |
| --------------------------------------------------------------------- | ---------------------------------------------------------------------------------- | ------------------------------------------------------------------- |
| ورزشگاه استادیو دا لوز                                                | ورزشگاه ژوزه آلوالاد                                                               | ورزشگاه دراگو                                                       |
| ۳۸°۴۵′۹٫۶۴″ شمالی ۹°۱۱′۴٫۸۵″ غربی / ۳۸٫۷۵۲۶۷۷۸°شمالی ۹٫۱۸۴۶۸۰۶°غربی   | ۳۸°۴۵′۴۰٫۳۰″ شمالی ۹°۹′۳۸٫۸۲″ غربی / ۳۸٫۷۶۱۱۹۴۴°شمالی ۹٫۱۶۰۷۸۳۳°غربی               | ۴۱°۹′۴۲٫۳۳″ شمالی ۸°۳۵′۲٫۱۶″ غربی / ۴۱٫۱۶۱۷۵۸۳°شمالی ۸٫۵۸۳۹۳۳۳°غربی |
| ظرفیت: ۶۵٬۰۰۰ نفر                                                     | ظرفیت: ۵۲٬۰۰۰ نفر                                                                  | ظرفیت: ۵۲٬۰۰۰ نفر                                                   |
| Estádio da Luz                                                        | Estádio José Alvalade XXI                                                          | Estádio do Dragão                                                   |
| آویرو                                                                 | لیسبونپورتوآویروکویمبرابراگاگویمارائسفارولولهلیریاجام ملت‌های اروپا ۲۰۰۴ (پرتغال) · | کویمبرا                                                             |
| ورزشگاه شهری آویرو                                                    | لیسبونپورتوآویروکویمبرابراگاگویمارائسفارولولهلیریاجام ملت‌های اروپا ۲۰۰۴ (پرتغال) · | ورزشگاه سیداد ده کویمبرا                                            |
| ظرفیت: ۳۰٬۰۰۰ نفر                                                     | لیسبونپورتوآویروکویمبرابراگاگویمارائسفارولولهلیریاجام ملت‌های اروپا ۲۰۰۴ (پرتغال) · | ظرفیت: ۳۰٬۰۰۰ نفر                                                   |
| ۴۰°۳۸′۵۱″ شمالی ۸°۳۵′۳۷″ غربی / ۴۰٫۶۴۷۵۰°شمالی ۸٫۵۹۳۶۱°غربی           | لیسبونپورتوآویروکویمبرابراگاگویمارائسفارولولهلیریاجام ملت‌های اروپا ۲۰۰۴ (پرتغال) · | ۴۰°۱۲′۱۲″ شمالی ۸°۲۴′۲۸″ غربی / ۴۰٫۲۰۳۳۳°شمالی ۸٫۴۰۷۷۸°غربی         |
| Estádio Municipal de Aveiro                                           | لیسبونپورتوآویروکویمبرابراگاگویمارائسفارولولهلیریاجام ملت‌های اروپا ۲۰۰۴ (پرتغال) · | Estádio Cidade de Coimbra                                           |
| براگا                                                                 | لیسبونپورتوآویروکویمبرابراگاگویمارائسفارولولهلیریاجام ملت‌های اروپا ۲۰۰۴ (پرتغال) · | گویمارائس                                                           |
| ورزشگاه شهری براگا                                                    | لیسبونپورتوآویروکویمبرابراگاگویمارائسفارولولهلیریاجام ملت‌های اروپا ۲۰۰۴ (پرتغال) · | ورزشگاه د. آفونسو هنریکس                                            |
| ۴۱°۳۳′۴۴٫۶۴″ شمالی ۸°۲۵′۵۰٫۸۸″ غربی / ۴۱٫۵۶۲۴۰۰۰°شمالی ۸٫۴۳۰۸۰۰۰°غربی | لیسبونپورتوآویروکویمبرابراگاگویمارائسفارولولهلیریاجام ملت‌های اروپا ۲۰۰۴ (پرتغال) · | ۴۱°۲۶′۴۵″ شمالی ۸°۱۸′۴″ غربی / ۴۱٫۴۴۵۸۳°شمالی ۸٫۳۰۱۱۱°غربی          |
| ظرفیت: ۳۰٬۰۰۰ نفر                                                     | لیسبونپورتوآویروکویمبرابراگاگویمارائسفارولولهلیریاجام ملت‌های اروپا ۲۰۰۴ (پرتغال) · | ظرفیت: ۳۰٬۰۰۰ نفر                                                   |
| Estádio Municipal de Braga                                            | لیسبونپورتوآویروکویمبرابراگاگویمارائسفارولولهلیریاجام ملت‌های اروپا ۲۰۰۴ (پرتغال) · | Estádio Municipal de Guimarães                                      |
| فارو/لوله                                                             | پورتو                                                                              | لیریا                                                               |
| ورزشگاه الگاروه                                                       | ورزشگاه بسا                                                                        | ورزشگاه دکتر ماگالهیز پسوآ                                          |
| ۳۷°۵′۱۸″ شمالی ۷°۵۸′۲۹″ غربی / ۳۷٫۰۸۸۳۳°شمالی ۷٫۹۷۴۷۲°غربی            | ۴۱°۹′۴۴″ شمالی ۸°۳۸′۳۴″ غربی / ۴۱٫۱۶۲۲۲°شمالی ۸٫۶۴۲۷۸°غربی                         | ۳۹°۴۴′۴۵″ شمالی ۸°۴۸′۴۷″ غربی / ۳۹٫۷۴۵۸۳°شمالی ۸٫۸۱۳۰۶°غربی         |
| ظرفیت: ۳۰٬۰۰۰ نفر                                                     | ظرفیت: ۳۰٬۰۰۰ نفر                                                                  | ظرفیت: ۳۰٬۰۰۰ نفر                                                   |
| Estádio do Algarve                                                    | Estádio do Bessa Século XXI                                                        | Estádio Dr. Magalhães Pessoa                                        |

## سیدبندی
سیدبندی یورو، بر اساس رنکینگ و رتبهٔ تیم‌ها در فیفا و محاسبهٔ ضریب آن‌ها در یوفا تدوین شد.
| گلدان ۱                                                      | گلدان ۲                                | گلدان ۳                           | گلدان ۴                             |
| ------------------------------------------------------------ | -------------------------------------- | --------------------------------- | ----------------------------------- |
| - پرتغال (میزبان) - فرانسه (مدافع عنوان قهرمانی) - چک - سوئد | - انگلستان - آلمان - ایتالیا - اسپانیا | - کرواسی - دانمارک - هلند - روسیه | - بلغارستان - یونان - لتونی - سوئیس |

## گروه‌بندی
قرعه‌کشی مرحلهٔ گروهی این مسابقات، در تاریخ ۳۰ نوامبر سال ۲۰۰۳ طی مراسمی در شهر لیسبون برگزار شد.
| گروه A  | گروه B   | گروه C    | گروه D |
| ------- | -------- | --------- | ------ |
| پرتغال  | فرانسه   | سوئد      | چک     |
| یونان   | انگلستان | بلغارستان | لتونی  |
| اسپانیا | سوئیس    | دانمارک   | آلمان  |
| روسیه   | کرواسی   | ایتالیا   | هلند   |

## مرحله گروهی

### گروه A

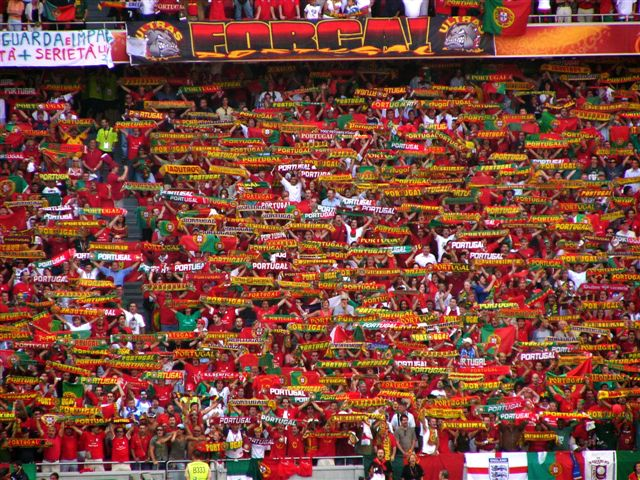
هواداران تیم پرتغال در یورو ۲۰۰۴

| تیم     | بازی | برد | مساوی | باخت | زده | خورده | تفاضل | امتیاز |
| ------- | ---- | --- | ----- | ---- | --- | ----- | ----- | ------ |
| پرتغال  | ۳    | ۲   | ۰     | ۱    | ۴   | ۲     | ۲+    | ۶      |
| یونان   | ۳    | ۱   | ۱     | ۱    | ۴   | ۴     | ۰     | ۴      |
| اسپانیا | ۳    | ۱   | ۱     | ۱    | ۲   | ۲     | ۰     | ۴      |
| روسیه   | ۳    | ۱   | ۰     | ۲    | ۲   | ۴     | ۲-    | ۳      |

|              | اسپانیا | ۱–۰ | روسیه | فارو-لوله تماشاگران: ۲۸٬۱۸۲ نفر |
| - والرون ۶۰' |         |     |       | فارو-لوله تماشاگران: ۲۸٬۱۸۲ نفر |
|              |         |     |       | فارو-لوله تماشاگران: ۲۸٬۱۸۲ نفر |

|  | روسیه | ۰–۲                        | پرتغال | لیسبون تماشاگران: ۵۹٬۲۷۳ نفر |
|  |       | - مانیش ۷' - روی کاستا ۸۹' |        | لیسبون تماشاگران: ۵۹٬۲۷۳ نفر |
|  |       |                            |        | لیسبون تماشاگران: ۵۹٬۲۷۳ نفر |

|                             | روسیه | ۲–۱          | یونان | فارو-لوله تماشاگران: ۲۴٬۳۴۷ نفر |
| - کیریچنکو ۲' - بولیکین ۱۷' |       | - وریزاس ۴۳' |       | فارو-لوله تماشاگران: ۲۴٬۳۴۷ نفر |
|                             |       |              |       | فارو-لوله تماشاگران: ۲۴٬۳۴۷ نفر |

### گروه B

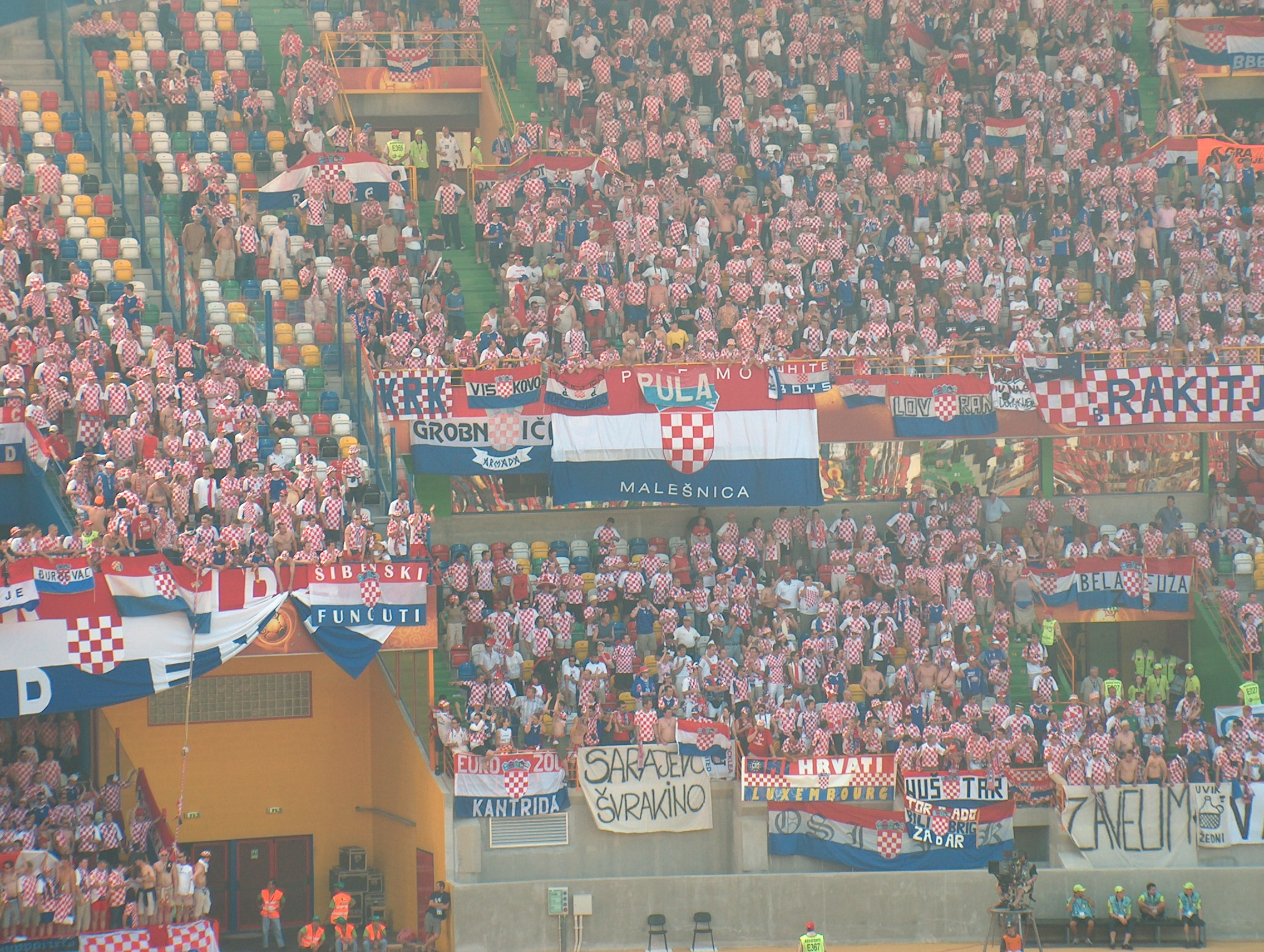
هواداران تیم کرواسی در یورو ۲۰۰۴

| تیم      | بازی | برد | مساوی | باخت | زده | خورده | تفاضل | امتیاز |
| -------- | ---- | --- | ----- | ---- | --- | ----- | ----- | ------ |
| فرانسه   | ۳    | ۲   | ۱     | ۰    | ۷   | ۴     | ۳+    | ۷      |
| انگلستان | ۳    | ۲   | ۰     | ۱    | ۸   | ۴     | ۴+    | ۶      |
| کرواسی   | ۳    | ۰   | ۲     | ۱    | ۴   | ۶     | ۲-    | ۲      |
| سوئیس    | ۳    | ۰   | ۱     | ۲    | ۱   | ۶     | ۵-    | ۱      |

| فرانسه                         | ۲–۱   | انگلستان     |
| ------------------------------ | ----- | ------------ |
| - زیدان ۹۰+۱'، ۹۰+۳' (پنالتی.) | گزارش | - لمپارد ۳۸' |

| انگلستان                    | ۳–۰   | سوئیس |
| --------------------------- | ----- | ----- |
| - رونی ۲۳'، ۷۵' - جرارد ۸۲' | گزارش |       |

| کرواسی                             | ۲–۲   | فرانسه                             |
| ---------------------------------- | ----- | ---------------------------------- |
| - راپاییچ ۴۸' (پنالتی.) - پرشو ۵۲' | گزارش | - تودور ۲۲' (گل بخودی) - ترزگه ۶۴' |

| کرواسی                | ۲–۴   | انگلستان                                    |
| --------------------- | ----- | ------------------------------------------- |
| - کواچ ۵' - تودور ۷۳' | گزارش | - اسکولز ۴۰' - رونی ۴۵+۱'، ۶۸' - لمپارد ۷۹' |

| سوئیس          | ۱–۳   | فرانسه                      |
| -------------- | ----- | --------------------------- |
| - وونلانتن ۲۶' | گزارش | - زیدان ۲۰' - آنری ۷۶'، ۸۴' |

### گروه C

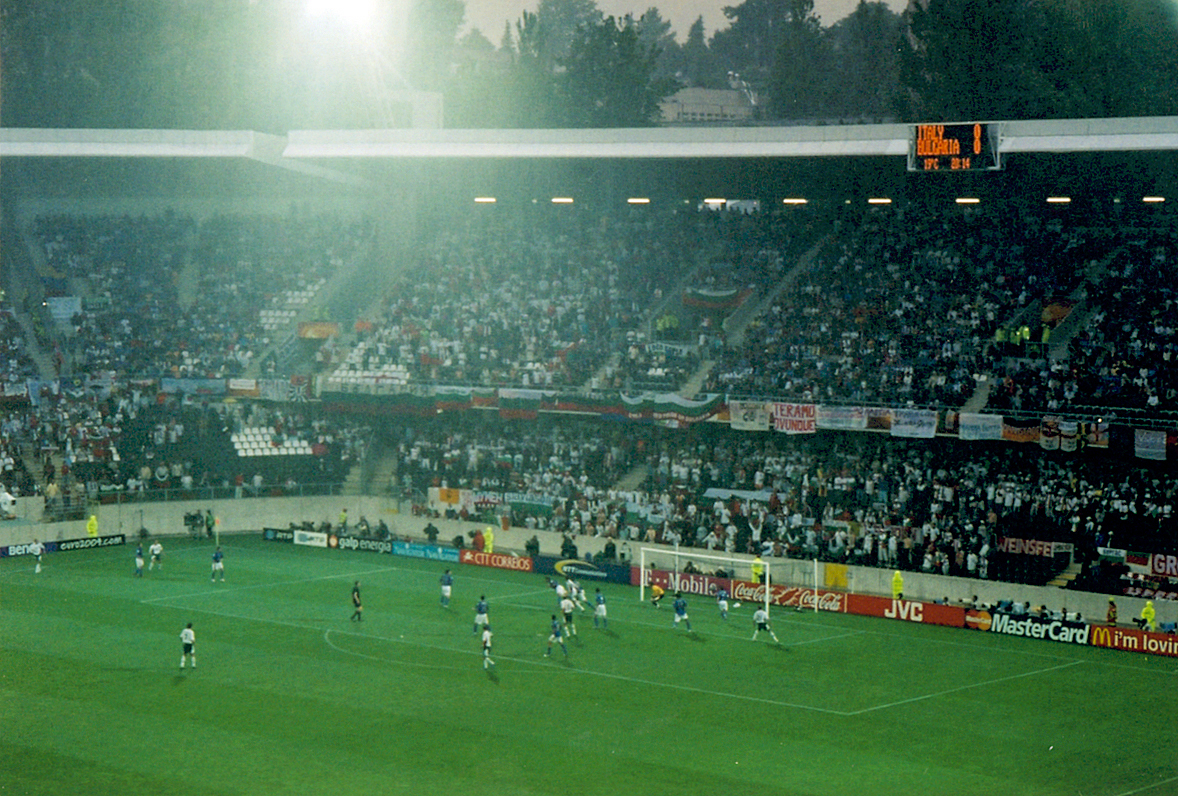
دیدار دو تیم ایتالیا و بلغارستان از گروه C

| تیم       | بازی | برد | مساوی | باخت | زده | خورده | تفاضل | امتیاز |
| --------- | ---- | --- | ----- | ---- | --- | ----- | ----- | ------ |
| سوئد      | ۳    | ۱   | ۲     | ۰    | ۸   | ۳     | ۵+    | ۵      |
| دانمارک   | ۳    | ۱   | ۲     | ۰    | ۴   | ۲     | ۲+    | ۵      |
| ایتالیا   | ۳    | ۱   | ۲     | ۰    | ۳   | ۲     | ۱+    | ۵      |
| بلغارستان | ۳    | ۰   | ۰     | ۳    | ۱   | ۹     | ۸-    | ۰      |

| دانمارک | ۰–۰   | ایتالیا |
| ------- | ----- | ------- |
|         | گزارش |         |

| سوئد                                                                     | ۵–۰   | بلغارستان |
| ------------------------------------------------------------------------ | ----- | --------- |
| - لیونبرگ ۳۲' - لارشون ۵۷'، ۵۸' - ابراهیموویچ ۷۸' (پنالتی) - آلباک ۹۰+۱' | گزارش |           |

| بلغارستان | ۰–۲   | دانمارک                        |
| --------- | ----- | ------------------------------ |
|           | گزارش | - توماسون ۴۴' - گرونیائر ۹۰+۲' |

| ایتالیا      | ۱–۱   | سوئد              |
| ------------ | ----- | ----------------- |
| - کاسانو ۳۷' | گزارش | - ابراهیموویچ ۸۵' |

| ایتالیا                    | ۲–۱   | بلغارستان            |
| -------------------------- | ----- | -------------------- |
| - پروتا ۴۸' - کاسانو ۹۰+۴' | گزارش | - پتروف ۴۵' (پنالتی) |

| دانمارک            | ۲–۲   | سوئد                               |
| ------------------ | ----- | ---------------------------------- |
| - توماسون ۲۸'، ۶۶' | گزارش | - لارسون ۴۷' (پنالتی) - یونسون ۸۹' |

### گروه D

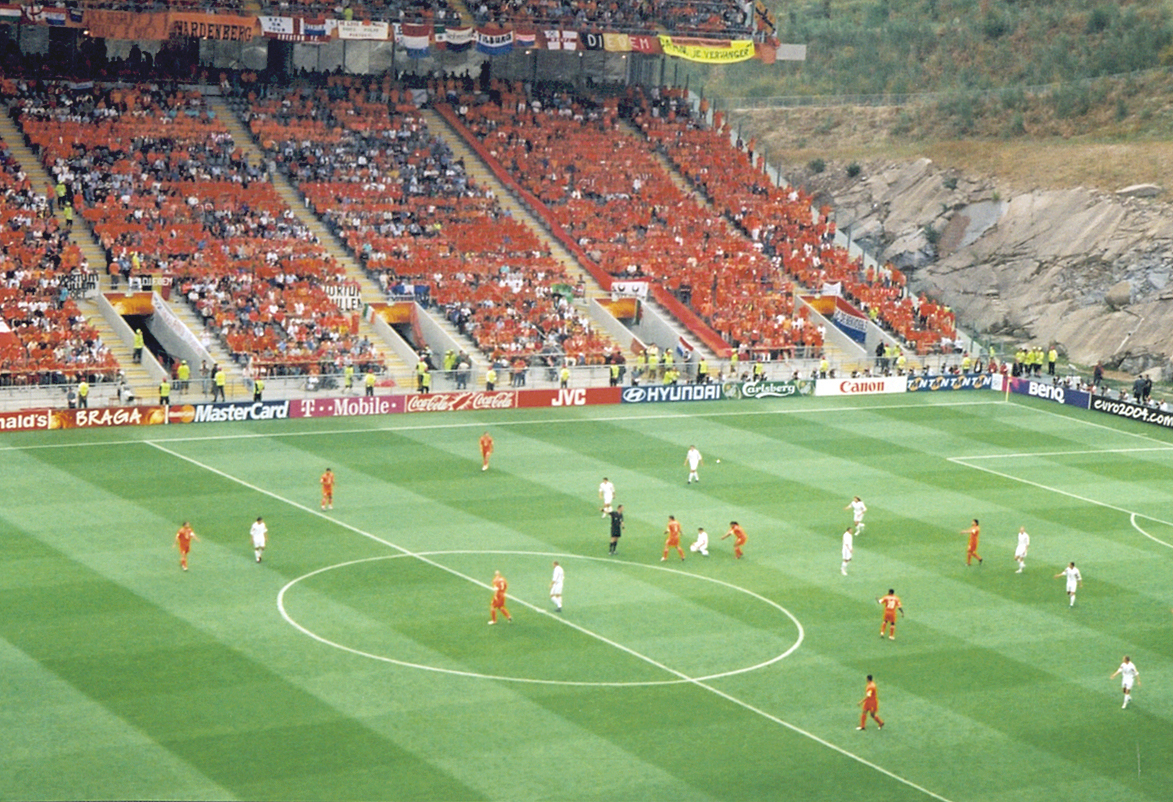
دیدار دو تیم هلند و لتونی از گروه D

| تیم   | بازی | برد | مساوی | باخت | زده | خورده | تفاضل | امتیاز |
| ----- | ---- | --- | ----- | ---- | --- | ----- | ----- | ------ |
| چک    | ۳    | ۳   | ۰     | ۰    | ۷   | ۴     | ۳+    | ۹      |
| هلند  | ۳    | ۱   | ۱     | ۱    | ۶   | ۴     | ۲+    | ۴      |
| آلمان | ۳    | ۰   | ۲     | ۱    | ۲   | ۳     | ۱-    | ۲      |
| لتونی | ۳    | ۰   | ۱     | ۲    | ۱   | ۵     | ۴-    | ۱      |

| چک                      | ۲–۱   | لتونی               |
| ----------------------- | ----- | ------------------- |
| - باروش ۷۳' - هاینز ۸۵' | گزارش | - ورپاکوفسکیس ۴۵+۱' |

| آلمان        | ۱–۱   | هلند              |
| ------------ | ----- | ----------------- |
| - فرینگس ۳۰' | گزارش | - فن نیستلروی ۸۱' |

| لتونی | ۰–۰   | آلمان |
| ----- | ----- | ----- |
|       | گزارش |       |

| هلند                        | ۲–۳   | چک                                  |
| --------------------------- | ----- | ----------------------------------- |
| - بوما ۴' - فن نیستلروی ۱۹' | گزارش | - کولر ۲۳' - باروش ۷۱' - اسمیچر ۸۸' |

| هلند                                        | ۳–۰   | لتونی |
| ------------------------------------------- | ----- | ----- |
| - فن نیستلروی ۲۷' (پنالتی)، ۳۵' - ماکای ۸۴' | گزارش |       |

| آلمان       | ۱–۲   | چک                      |
| ----------- | ----- | ----------------------- |
| - بالاک ۲۱' | گزارش | - هاینز ۳۰' - باروش ۷۷' |

## مرحله حذفی
مرحله حذفی مسابقات شامل ۸ تیم واجد شرایط از مرحله گروهی یعنی تیم‌های اول و دوم هر چهار گروه بود. در صورتی‌که دو تیم در وقت قانونی به تساوی می‌رسیدند، دو وقت اضافهٔ ۱۵دقیقه‌ای با قانون گل نقره‌ای برگزار می‌شد. در صورت تساوی در وقت‌های اضافه، ضربات پنالتی تیم برنده را مشخص می‌کرد.
|  | یک‌چهارم پایانی | یک‌چهارم پایانی |                  |       | نیمه‌پایانی | نیمه‌پایانی |  |  | پایانی | پایانی |
|  |                |                |                  |       |            |            |  |  |        |        |
|  | ۴ تیر - لیسبون |                |                  |       |            |            |  |  |        |        |
|  |                |                |                  |       |            |            |  |  |        |        |
|  | پرتغال         | ۲ (۶)          |                  |       |            |            |  |  |        |        |
|  | پرتغال         | ۲ (۶)          | ۱۰ تیر - لیسبون  |       |            |            |  |  |        |        |
|  | انگلستان       | ۲ (۵)          |                  |       |            |            |  |  |        |        |
|  | انگلستان       | ۲ (۵)          | پرتغال           | ۲     |            |            |  |  |        |        |
|  | ۶ تیر - لوله   |                | پرتغال           | ۲     |            |            |  |  |        |        |
|  |                | هلند           | ۱                |       |            |            |  |  |        |        |
|  | سوئد           | هلند           | ۱                | ۰ (۴) |            |            |  |  |        |        |
|  | سوئد           |                | ۱۴ تیر - لیسبون  | ۰ (۴) |            |            |  |  |        |        |
|  | هلند           | ۰ (۵)          |                  |       |            |            |  |  |        |        |
|  | هلند           | ۰ (۵)          | پرتغال           | ۰     |            |            |  |  |        |        |
|  | ۵ تیر - لیسبون |                | پرتغال           | ۰     |            |            |  |  |        |        |
|  |                | یونان          | ۱                |       |            |            |  |  |        |        |
|  | فرانسه         | یونان          | ۱                | ۰     |            |            |  |  |        |        |
|  | فرانسه         | ۱۱ تیر - پورتو |                  | ۰     |            |            |  |  |        |        |
|  | یونان          | ۱              |                  |       |            |            |  |  |        |        |
|  | یونان          | ۱              | یونان (گل طلایی) | ۱     |            |            |  |  |        |        |
|  | ۷ تیر - پورتو  |                | یونان (گل طلایی) | ۱     |            |            |  |  |        |        |
|  |                | چک             | ۰                |       |            |            |  |  |        |        |
|  | چک             | چک             | ۰                | ۳     |            |            |  |  |        |        |
|  | چک             |                |                  | ۳     |            |            |  |  |        |        |
|  | دانمارک        | ۰              |                  |       |            |            |  |  |        |        |
|  | دانمارک        | ۰              |                  |       |            |            |  |  |        |        |

### جوایز

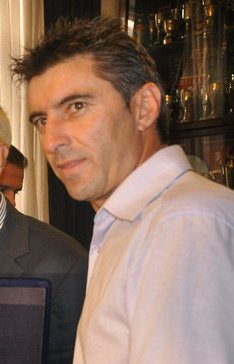
تئودوروس زاگوراکیس، بازیکن منتخب یوفا در یورو ۲۰۰۴

## آمارهای تورنمنت

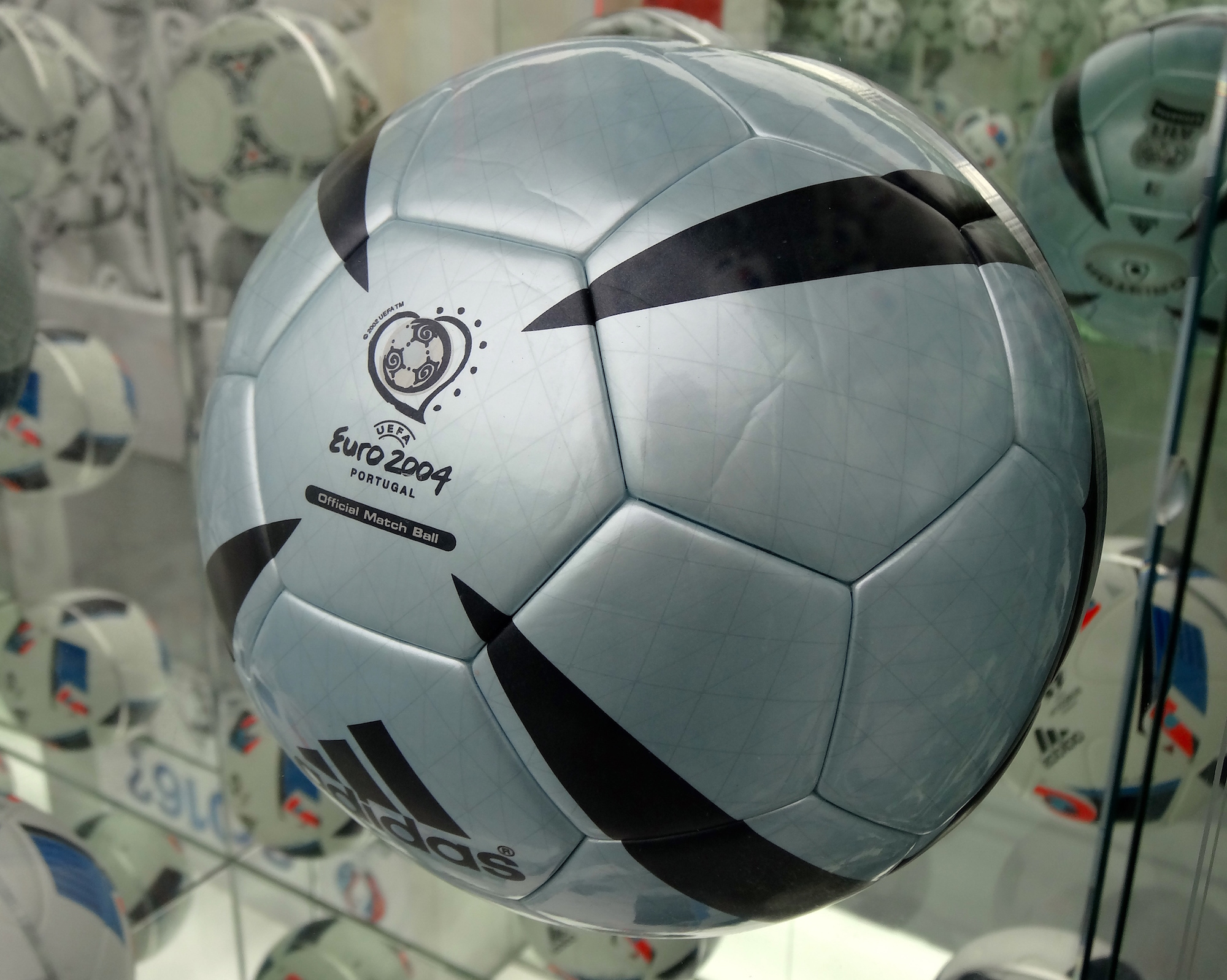
روتیرو، توپ رسمی یورو ۲۰۰۴

## نماد

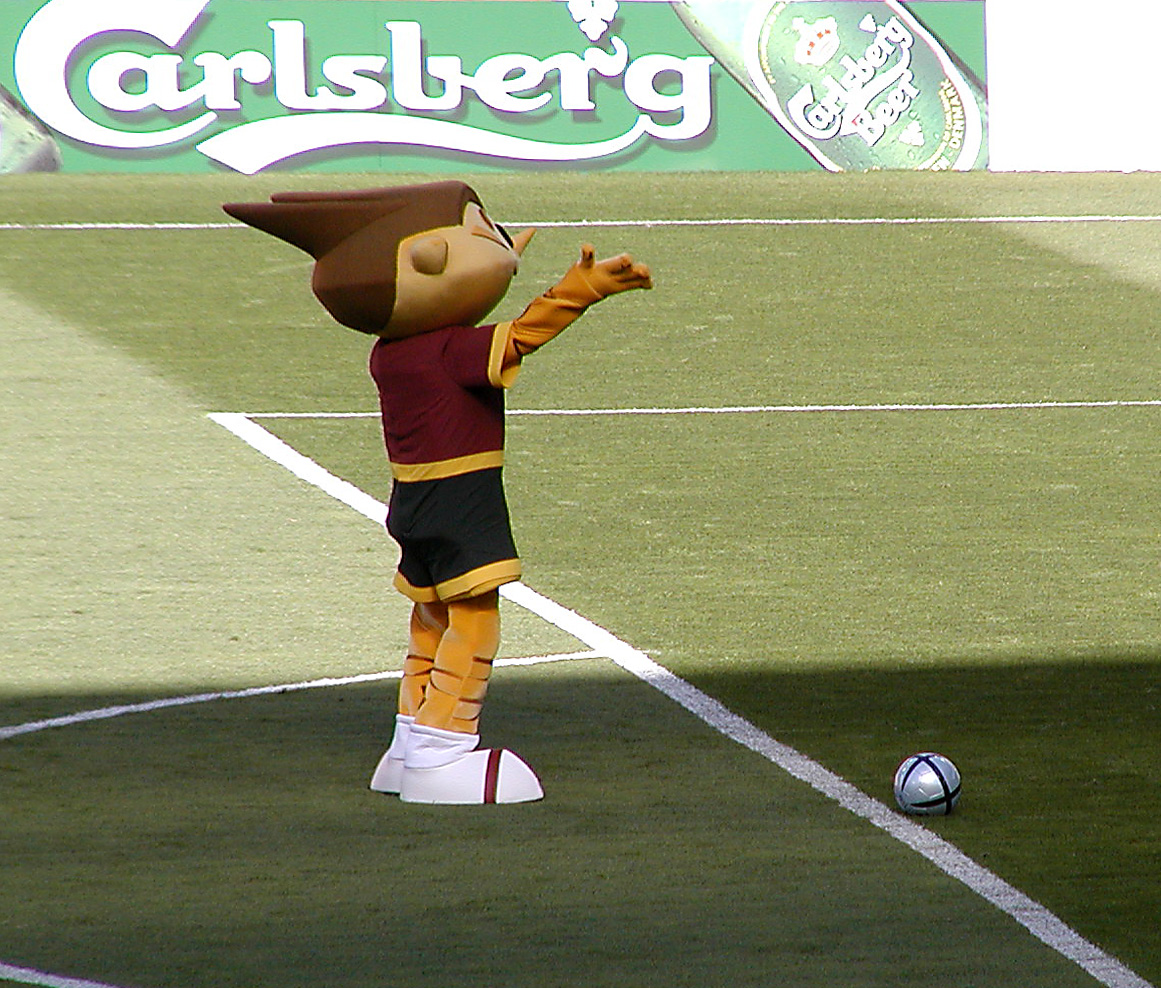
کیناس نماد رسمی یورو ۲۰۰۴

### یک چهارم نهایی
| ۴ تیر، ۱۳۸۳ | پرتغال                     | ۲–۲ (و.ا) پنالتی‌ها ۵-۶ | انگلستان            | لیسبون تماشاگران: ۶۵٬۰۰۰ نفر |
| ۴ تیر، ۱۳۸۳ | پوستیگا ۸۳' روی کاستا ۱۱۰' |                        | اوون ۳' لمپارد ۱۱۵' | لیسبون تماشاگران: ۶۵٬۰۰۰ نفر |
| ۴ تیر، ۱۳۸۳ |                            |                        |                     | لیسبون تماشاگران: ۶۵٬۰۰۰ نفر |

|                                                                 |     | پنالتی‌ها                                             |  |
| *دکو - سیمائو - روی کاستا - رونالدو - مانیش - پوستیگا - ریکاردو | ۶–۵ | * بکام - اوون - لمپارد - تری - هارگریوز - کول - واسل |  |

| ۵ تیر، ۱۳۸۳ | فرانسه | ۰–۱          | یونان | لیسبون تماشاگران: ۴۵٬۳۹۰ نفر |
| ۵ تیر، ۱۳۸۳ |        | چاریستیس ۶۵' |       | لیسبون تماشاگران: ۴۵٬۳۹۰ نفر |
| ۵ تیر، ۱۳۸۳ |        |              |       | لیسبون تماشاگران: ۴۵٬۳۹۰ نفر |

| ۶ تیر، ۱۳۸۳ | سوئد | ۰–۰ (و.ا) پنالتی‌ها ۵-۴ | هلند | لوله تماشاگران: ۲۷٬۲۸۶ نفر |
| ۶ تیر، ۱۳۸۳ |      |                        |      | لوله تماشاگران: ۲۷٬۲۸۶ نفر |
| ۶ تیر، ۱۳۸۳ |      |                        |      | لوله تماشاگران: ۲۷٬۲۸۶ نفر |

|                                                              |     | پنالتی‌ها                                               |  |
| *شلستروم - لارشون - ابراهیموویچ - لیونبرگ - ویلهمسون - ملبرگ | ۴–۵ | * فن نیستلروی - هیتینگا - ریزیگر - کوکو - ماکای - روبن |  |

| ۷ تیر، ۱۳۸۳ | چک                      | ۳–۰ | دانمارک | پورتو تماشاگران: ۴۱٬۰۹۲ نفر |
| ۷ تیر، ۱۳۸۳ | کولر ۴۹' باروش ۶۳'، ۶۵' |     |         | پورتو تماشاگران: ۴۱٬۰۹۲ نفر |
| ۷ تیر، ۱۳۸۳ |                         |     |         | پورتو تماشاگران: ۴۱٬۰۹۲ نفر |

### نیمه‌نهایی
| ۱۰ تیر، ۱۳۸۳ | پرتغال                | ۲–۱ | هلند                   | لیسبون تماشاگران: ۴۶٬۶۷۹ نفر |
| ۱۰ تیر، ۱۳۸۳ | رونالدو ۲۶' مانیش ۵۸' |     | آندراده ۶۳' (گل‌به‌خودی) | لیسبون تماشاگران: ۴۶٬۶۷۹ نفر |
| ۱۰ تیر، ۱۳۸۳ |                       |     |                        | لیسبون تماشاگران: ۴۶٬۶۷۹ نفر |

| ۱۱ تیر، ۱۳۸۳ | یونان       | ۱–۰ (و.ا) | چک | پورتو تماشاگران: ۴۲٬۴۴۹ نفر |
| ۱۱ تیر، ۱۳۸۳ | دلاس '۱۰۵+۱ |           |    | پورتو تماشاگران: ۴۲٬۴۴۹ نفر |
| ۱۱ تیر، ۱۳۸۳ |             |           |    | پورتو تماشاگران: ۴۲٬۴۴۹ نفر |

### فینال
| ۱۴ تیر، ۱۳۸۳ | پرتغال | ۰–۱          | یونان | لیسبون تماشاگران: ۶۲٬۸۶۵ نفر داور: مارکوس مرک (آلمان) |
| ۱۴ تیر، ۱۳۸۳ |        | چاریستیس ۵۷' |       | لیسبون تماشاگران: ۶۲٬۸۶۵ نفر داور: مارکوس مرک (آلمان) |
| ۱۴ تیر، ۱۳۸۳ |        |              |       | لیسبون تماشاگران: ۶۲٬۸۶۵ نفر داور: مارکوس مرک (آلمان) |